# Старое Кощаково
Старое Кощаково — деревня в Пестречинском районе Татарстана. Входит в состав Кощаковского сельского поселения.

## География
Находится в северо-западной части Татарстана на расстоянии приблизительно 15 км на запад-северо-запад по прямой от районного центра села Пестрецы у речки Нокса.

## История
Образована в 2000 году выделением из села Кощаково.

## Население
| 2012 |
| ---- |
| 214  |

Постоянных жителей было в 2002 году 125 (русские 61%, татары 36%), 173 в 2010 году, 214 в 2012 году.